# Ravensara aromatica
Ne doit pas être confondu avec Ravintsare.
Espèce
Classification phylogénétique
Ravensara aromatica, le Ravensare aromatique (synonyme Agatophyllum aromaticum), est une espèce de plantes à fleurs de la famille des Lauraceae. C'est un arbre originaire de Madagascar.
En raison de la proximité de leurs noms malgaches, ce Ravensara est fréquemment confondu avec une autre lauracée acclimatée sur cette île et communément appelée Ravintsara, le camphrier de Chine (Cinnamomum camphora), qui fournit aussi une huile essentielle. Le camphrier de Chine ou du Japon contient du camphre alors que celui de Madagascar en contient très peu. (Behra O. and C. Rakotoarison. 2001. Ravensare/Ravintsara, a taxonomic clarification. International Journal of Aromatherapy. Vol 11. 1).

## Description
C’est un arbre touffu à l'écorce rougeâtre, de 18 à 20 m de haut, qui pousse à l'état sauvage dans les forêts tropicales humides ; ses feuilles sont glabres, alternes, coriaces ou rigides-coriaces, elliptiques ou obovales-elliptiques ; leur face supérieure est verte, brillante, lisse ; la fleur verte campanulée-uréolée, de 2  à   3,5 mm de long sur 2 à 2,5 mm de diamètre ; la floraison a lieu de novembre à janvier. Les fruits sont subglobulés, atteignant un diamètre de 2,5 cm ou plus, assez lisses. Les fruits ont une odeur très aromatique.

## Utilisations
Les feuilles séchées sont utilisées en cuisine comme celles du laurier, notamment pour confectionner des sauces ou pour épicer un rôti. Leur parfum rappelle le poivre, la cannelle, la noix de muscade et le clou de girofle, ce qui a valu au Ravensare aromatique, ses surnoms de quatre-épices, noix de girofle ou épice de Madagascar.
La distillation des feuilles du ravensare fournit une huile essentielle, Ravensara aromatica, ayant pour composants actifs principaux :
- limonène (19,38 %) ;
- sabinène (11,4 %) ;
- linalol (5,26 %) ;
- myrcène (3,43 %).

Ne pas confondre avec l'huile essentielle de Ravintsara (Cinnamomum camphora) qui, elle, contient environ 55 % de 1,8 cinéole. C'est l'huile essentielle de Ravintsara qui est anti-infectieuse, immuno-stimulante et anti-catarrhale.
L'huile essentielle de Ravensare aromatica est, de son côté, un antispasmodique.
La confusion entre les deux huiles est, malheureusement, bien connue dans le monde de l'aromathérapie.
L'administration la plus efficace s'effectue par la peau, sa tolérance cutanée étant exceptionnelle.
L’écorce du ravensare fournit une huile essentielle, Ravensara anisata ayant pour composants actifs principaux :
- estragol (90-95 %) ;
- limonène.

L'huile essentielle ravensara anisata possède les propriétés principales suivantes :
- emménagogue ;
- antispasmodique neuromusculaire ;
- carminative ;
- cholagogue.

Les fruits desséchés sont utilisés en cuisine pour relever le goût plats et des pâtisseries.

## Conservation
Pour éviter la déforestation liée à l'exploitation industrielle du ravensare, il est conseillé de ne pas favoriser l’extraction de l'écorce de cet arbre pour fabriquer l'huile essentielle de Ravensara anisata. Les propriétés de cette huile essentielle peuvent être apportées par d'autres huiles.